# Paweł Ptasznik
Paweł Ptasznik (ur. 15 czerwca 1962 w Węgrzcach Wielkich) – polski prezbiter rzymskokatolicki, prałat, doktor teologii, wysoki urzędnik Kurii Rzymskiej. Kierownik Sekcji Polskiej watykańskiego Sekretariatu Stanu, bliski współpracownik Jana Pawła II i Benedykta XVI. Od 2007 rektor kościoła św. Stanisława Biskupa Męczennika w Rzymie i duszpasterz polskiej emigracji w tym mieście.

## Życiorys
Ukończył studia w Wyższym Seminarium Duchownym Archidiecezji Krakowskiej. Święceń kapłańskich udzielił mu 17 maja 1987 w katedrze wawelskiej kardynał Franciszek Macharski.
W latach 1990–1994 studiował na Uniwersytecie Gregoriańskim w Rzymie. W 1994 uzyskał doktorat z teologii dogmatycznej na podstawie dysertacji Lo Spirito Santo nei sacramenti dell'iniziazione cristiana sulla base dei riti latini post-conciliari.
W latach 1994–1995 pełnił funkcję ojca duchownego w Wyższym Seminarium Duchownym Archidiecezji Krakowskiej.
W 1996 został pracownikiem sekcji polskiej Sekretariatu Stanu, od 2001 odpowiedzialny za jej prace. W 2022 zakończył tam pracę i przeszedł na emeryturę.
Redaktor m.in. serii „Dzieła zebrane Jana Pawła II” oraz watykański konsultant filmów Jan Paweł II oraz Karol. Człowiek, który został papieżem. Współscenarzysta filmu Świadectwo.
Postanowieniem Prezydenta RP z dnia 9 listopada 2009 r. odznaczony został Krzyżem Oficerskim Orderu Odrodzenia Polski.